# Автошлях Т 1210
Автошля́х Т 1210 — автомобільний шлях територіального значення в Кіровоградській та Дніпропетровській областях. Проходить територією Кропивницького, Олександрійського та Кам'янського районів через Устинівку — Долинську — Петрове — Жовті Води. Загальна довжина — 109,1 км.

## Маршрут
Автошлях проходить через такі населені пункти:
| Автошлях Т 1210          |        |
| Кіровоградська область   |        |
| Устинівський район       |        |
| Устинівка                | Т 2401 |
| Новокиївка               |        |
| Долинський район         |        |
| Маловодяне               |        |
| Долинська                | Т 1204 |
| Новгородківський район   |        |
| Куцівка                  | Н23    |
| Верблюжка                |        |
| Спасове                  |        |
| Петрівський район        |        |
| Водяне                   |        |
| Маловодяне               |        |
| Петрове                  | Т 1215 |
| Олександро-Мар'ївка      |        |
| Козацьке                 |        |
| Дніпропетровська область |        |
| Жовті Води               |        |